# Рибниця (Брежице)
Рибниця (словен. Ribnica) — поселення в общині Брежиці, Споднєпосавський регіон, Словенія. Висота над рівнем моря: 222,3 м.